# گنهران
گنهران ، روستایی از توابع بخش کرون شهرستان تیران و کرون در استان اصفهان ایران است. این روستا در اقلیم سردسیر و کوهستانی غرب استان اصفهان قرار گرفته‌است و محصولات کشاورزی آن عمدتاً مشتمل بر گندم و سیب زمینی می‌باشد. در سال‌های اخیر به دلیل خشکسالی‌های متوالی و کاهش سطح آب سفره‌های زیر زمینی، بعضی از اهالی به مشاغلی مثل فروش دارو های گیاهی و  فراوری موسیر روی آورده‌اند که بهترین نوع موسیر از نظر صادرات و مصرف داخلی می‌باشد.

متأسفانه در اثر مهاجرت‌های بی‌رویه به شهرهای اطراف، ساکنین این روستا به شدت تحلیل رفته و احتمال می‌رود در سال‌های آینده به کل خالی از سکنه گردد.

با توجه به قدمت ۵۰۰ ساله روستای گنهران این نام گرفته شده از کلمه زردشتی به معنای تیغ آفتاب است و همچنین گفته شده با توجه به رویش بیش از صد نوع گل و گیاه در این روستا ابتدا گلهران و سپس به نام گنهران تغییر نام پیدا کرده است.

## وجه تسمیه
با توجه به قدمت ۵۰۰ ساله روستای گنهران این نام گرفته شده از کلمه زردشتی به معنای تیغ آفتاب است و همچنین گفته شده با توجه به رویش بیش از صد نوع گل و گیاه در این روستا ابتدا گلهران و سپس به نام گنهران تغییر نام پیدا کرده است.

## جمعیت

### این روستا دردهستان کرون علیاقرار دارد و براساسسرشماری مرکز آمار ایراندر سال ۱۳۸۵، جمعیت آن ۱٬۰۲۱ نفر (۲۸۶خانوار) بوده‌است.
در این روستا فامیلهای متفاوتی موجود می باشد از  فامیلهای این روستا  می توان عابدی, اسماعیلی, صفری ,مختاری,پناهی, دارانی, دوبراری, نوروزی,خدابخشی,قاسمی, باقری,اکبری و.... را نام برد.